# Válka v Lincolnském okresu
Válka v Lincolnském okresu byla konfliktem na divokém západě mezi soupeřícími frakcemi rančerů a obchodníků, která začala v roce 1878 na území Nového Mexika, předchůdce státu Nové Mexiko, a pokračovala až do roku 1881. Spor se se stal známým díky účasti legendárního zločince Williama H. Bonneyho („Billy Kid“). Mezi další významné účastníky patřili šerif William J. Brady, majitel půdy, chovatel dobytka a obchodník John Chisum, právník a podnikatel Alexander McSween, James Dolan a Lawrence Murphy.

## Příčiny, průběh a důsledky
Konflikt začal mezi dvěma frakcemi soutěžícími o zisky z prodeje tzv. suchého zboží a chovu a prodeje skotu v okrese. Starší, zavedené frakci dominoval James Dolan, který provozoval monopol na suché zboží prostřednictvím obchodu se smíšeným zbožím, místně označovaného jako „The House“. Anglický rodák John Tunstall a jeho obchodní partner Alexander McSween otevřeli v roce 1876 konkurenční obchod s podporou zavedeného chovatele dobytka Johna Chisuma. Obě strany shromáždily na pomoc zákonodárce, obchodníky, Tunstallovy kovboje (honáky dobytka) a zločinecké gangy. Frakce Dolan se spojila s okresním šerifem Bradym jemuž pomáhal gang Jesseho Evanse. Frakce Tunstall-McSween zorganizovala svou vlastní skupinu ozbrojených mužů, známých jako "regulátoři okresu Lincoln", a měla vlastní zákonodárce sestávající z městského strážníka Richarda M. Brewera a zástupce amerického maršála Roberta A. Widenmanna.
Konflikt byl poznamenán vraždami ze msty, počínaje vraždou Tunstalla členy Evansova gangu. Jako pomstu za to regulátoři zabili šerifa Bradyho a několik dalších v následné sérii incidentů. Zabíjení pokračovalo bez ustání několik měsíců a vyvrcholilo bitvou u Lincolnu v pětidenní přestřelce a obléhání mezi 15. a 19. červencem 1878, které mělo za následek smrt Alexandra McSweena a rozpuštění skupiny regulátorů. Pat Garrett byl v roce 1880 jmenován okresním šerifem a během tří let dopadl a zabil Billyho Kida, přičemž zabil ještě další dva bývalé regulátory.

## Odraz v kultuře
Válka byla námětem v několika hollywoodských filmech, včetně filmu Sama Peckinpaha Pat Garrett a Billy Kid z roku 1973, Kolt pro leváka z roku 1958 s Paulem Newmanem, John Chisum s Johnem Waynem z roku 1970 nebo hvězdně obsazené Mladé pušky z roku 1988. Román Rona Hansena The Kid (2016) je také inspirovaný událostmi v Lincolnu.